# Siegel New Jerseys
Das Siegel des US-Bundesstaats New Jersey wurde ursprünglich von Pierre Eugène du Simitière im Jahre 1777 entworfen und 1928 geringfügig modifiziert.

## Beschreibung
Das Siegel beinhaltet:
- Einen Schild auf dem drei Pflüge als Vertreter von New Jerseys landwirtschaftlicher Tradition abgebildet sind
- Einen (en face gestellten d. h. auf den Betrachter gerichteten) Spangenhelm mit blau-silberner Helmzier
- Einen Pferdekopf als Helmkleinod
- Die Göttinnen Liberty und Ceres, als Vertreter des staatlichen Mottos. Liberty hält einen Stab mit einer Phrygischen Mütze. Ceres hält ein Füllhorn.
- Ein Spruchband am Fuße des Emblems enthält das Motto des Bundesstaates New Jersey, „Liberty and Prosperity“ (Deutsch: „Freiheit und Wohlstand“), und das Jahr als New Jersey zu einem Staat wurde: 1776.

Flagge New Jerseys

Dieses Siegel ist auch das zentrale Motiv in der Flagge von New Jersey.